# Lilian Kummer
Lilian Kummer (ur. 8 lipca 1975 w Riederalp) – szwajcarska narciarka alpejska. Startowała w gigancie na igrzyskach w Salt Lake City w 2002 r., ale nie ukończyła zawodów. Najlepszym wynikiem Kummer na mistrzostwach świata było 4. miejsce w gigancie podczas mistrzostw świata w Sankt Anton w 2001 r. Najlepsze wyniki w Pucharze Świata osiągnęła w sezonie 2001/2002, kiedy to zajęła 43. miejsce w klasyfikacji generalnej.

## Sukcesy

### Puchar Świata

#### Miejsca w klasyfikacji generalnej
- 1997/1998 – 80.
- 1998/1999 – 89.
- 1999/2000 – 80.
- 2000/2001 – 52.
- 2001/2002 – 43.
- 2002/2003 – 103.
- 2003/2004 – 92.

#### Miejsca na podium
1. Lienz – 28 grudnia 2001 (gigant) – 1. miejsce